# 硬毛漆
硬毛漆（学名：Toxicodendron hirtellum）是漆树科漆属的植物，为中国的特有植物。分布在中国大陆的四川等地，生长于海拔1,400米的地区，常生于石灰山上，目前尚未由人工引种栽培。